# Hjalmar Levin
John Gustaf Hjalmar Levin, född 14 juni 1884 i Klosters församling, Södermanlands län, död 8 mars 1983, var en svensk tävlingscyklist.
Levin, som representerade VIF Diana i Eskilstuna, vann svenska mästerskapet på 10 km 1909 och på 100 km 1909 och 1910. Är 1911 segrade han i Idrottsbladets och Söderbrunns IS extratävling Mälaren runt på tiden 10.46.58,3. Ehuru bättre än Henrik Moréns då gällande rekord (11.23.07) kunde resultatet ej godkännas som rekord, då målet detta år var förlagt till Råsunda. Han vann även Hjälmaren runt 1909 och 1911. Han var yrkesverksam som gjutare.